# Акарапи
Акарапи (порт. Acarape)  —  муниципалитет в Бразилии, входит в штат Сеара. Составная часть мезорегиона Север штата Сеара. Входит в экономико-статистический  микрорегион Батурите. Население составляет 14 949 человек на 2006 год. Занимает площадь 155,188 км². Плотность населения — 96,3 чел./км².

## Статистика
- Валовой внутренний продукт на 2003 составляет 29.025.421,00 реалов (данные: Бразильский институт географии и статистики).
- Валовой внутренний продукт на душу населения на 2003 составляет 2.069,99 реалов (данные: Бразильский институт географии и статистики).
- Индекс развития человеческого потенциала на 2000 составляет 0,623 (данные: Программа развития ООН).